# Theronia compacta
Theronia compacta là một loài tò vò trong họ Ichneumonidae.